# Pearsall
Pearsall è un centro abitato degli Stati Uniti d'America situato nella contea di Frio (di cui è capoluogo) dello Stato del Texas.
La popolazione era di 9.146 persone al censimento del 2010.

## Geografia fisica
Pearsall è situata a 28°53′29″N 99°05′42″W (28.891458, -99.094873).
Secondo lo United States Census Bureau, la città ha un'area totale di 4,2 miglia quadrate (11 km²), di cui 4,2 miglia quadrate (11 km²) of it era land e lo 0,24% d'acqua.
Nel 2003, Pearsall ha annesso il census-designated place di West Pearsall, aumentando la popolazione della città di circa 350 persone. Ciò ha aumentato l'area della città di 0,1 miglia quadrate (0,26 km²).

## Società

### Evoluzione demografica
Secondo il censimento del 2000, 7.157 persone reside in Pearsall with 2.201 nuclei familiari e 1.688 famiglie residenti nella città. La densità di popolazione era di 1.694,7 persone per miglio quadrato (654,8/km²). C'erano 2.470 unità abitative a una densità media di 584,9 per miglio quadrato (226,0/km²). La composizione etnica della città era formata dal 73,80% di bianchi, lo 0,39% di afroamericani, lo 0,71% di nativi americani, lo 0,28% di asiatici, lo 0,01% di isolani del Pacifico, il 22,01% di altre razze, e il 2,79% di due o più etnie. Il 84,24% della popolazione erano Ispanici o latinos of any race.
C'erano 2.201 nuclei familiari di cui il 41,4% aveva figli di età inferiore ai 18 anni, il 53,1% erano coppie sposate conviventi, il 18,2% aveva un capofamiglia femmina senza marito, e il 23,3% erano non-famiglie. Il 20,8% di tutti i nuclei familiari erano individuali e il 9,9% aveva componenti con un'età di 65 anni o più che vivevano da soli. Il numero di componenti medio di un nucleo familiare era di 2,99 e quello di una famiglia era di 3,47.
La popolazione era composta dal 30,6% di persone sotto i 18 anni, il 10,4% di persone dai 18 ai 24 anni, il 26,9% di persone dai 25 ai 44 anni, il 19,7% di persone dai 45 ai 64 anni, e il 12,4% di persone di 65 anni o più. L'età media era di 31 anni. Per ogni 100 femmine c'erano 102,6 maschi. Per ogni 100 femmine dai 18 anni in giù, c'erano 103,2 maschi.
Il reddito medio di un nucleo familiare era di 21.602 dollari, e quello di una famiglia era di 23.470 dollari. I maschi avevano un reddito medio di 21.295 dollari contro i 14.720 dollari delle femmine. Il reddito pro capite era di 13.383 dollari Il 35,0% della popolazione e il 30,4% delle famiglie erano sotto la soglia di povertà. Il 43,2% di questi sotto i 18 anni e il 40,0% di questi di 65 anni o più vivevano sotto la soglia di povertà.